# Syracuse Nationals 1954-1955
La stagione 1954-55 dei Syracuse Nationals fu la 6ª nella NBA per la franchigia.
I Syracuse Nationals vinsero la Eastern Division con un record di 43-29. Nei play-off vinsero la finale di division con i Boston Celtics (3-1), per vincere poi il titolo battendo nella finale NBA i Fort Wayne Pistons (4-3).

## Eastern Division
| Squadra              | V  | P  | %    | GB |
| -------------------- | -- | -- | ---- | -- |
| Syracuse Nationals C | 43 | 29 | 59,7 | -  |
| N.Y. Knicks          | 38 | 34 | 52,8 | 5  |
| Boston Celtics       | 36 | 36 | 50,0 | 7  |
| Philad. Warriors     | 33 | 39 | 45,8 | 10 |
| Baltimore Bullets    | 3  | 11 | 21,4 | 11 |

## Roster
| \| Pos. \| Num. \| Naz. \| Nome \| Altezza \| Peso \| Data nascita \| Provenienza \| \| ---- \| ----- \| ---- \| ---------------- \| ------- \| ------ \| ------------ \| ------------------------ \| \| G \| 41974 \| \| Farley, Dick \| 193 cm \| 86 kg \| 13-04-1932 \| Indiana \| \| G/AP \| 7 \| \| Gabor, Bill \| 180 cm \| 77 kg \| 13-05-1922 \| Syracuse \| \| G/AP \| 15 \| \| Kenville, Billy \| 188 cm \| 85 kg \| 01-12-1930 \| St. Bonaventure \| \| A/C \| 10 \| \| Kerr, Red \| 206 cm \| 104 kg \| 17-07-1932 \| Illinois \| \| G \| 3 \| \| King, George \| 183 cm \| 88 kg \| 16-08-1928 \| University of Charleston \| \| A/C \| 11 \| \| Lloyd, Earl \| 196 cm \| 91 kg \| 03-04-1928 \| West Virginia State \| \| A/C \| \| \| Moore, Jackie \| 196 cm \| 82 kg \| 24-09-1932 \| La Salle \| \| A/C \| 8 \| \| Osterkorn, Wally \| 196 cm \| 98 kg \| 06-07-1928 \| Illinois \| \| A/C \| 16 \| \| Rocha, Red \| 206 cm \| 84 kg \| 18-09-1923 \| Oregon State \| \| A/C \| 4 \| \| Schayes, Dolph \| 201 cm \| 88 kg \| 19-05-1928 \| New York \| \| G/AP \| 5 \| \| Seymour, Paul \| 185 cm \| 82 kg \| 30-01-1928 \| Toledo \| \| A/C \| 6 \| \| Simmons, Connie \| 203 cm \| 101 kg \| 15-03-1925 \| Flushing High School \| \| A \| 14 \| \| Tucker, Jim \| 201 cm \| 84 kg \| 11-12-1932 \| Duquesne \| | Allenatore - Al Cervi Assistente/i - Art Van Auken Legenda - (C) Capitano - (FA) Free agent - (S) Sospeso - (TW) Contratto Two-way - (GL) Assegnato a squadra G League affiliata - Infortunato Roster • Transazioni · Ultima transazione: 13 aprile 1955 |                        |                  |         |        |              |                          |
| Pos. | Num. | Naz.                   | Nome             | Altezza | Peso   | Data nascita | Provenienza              |
| G | 41974 | Stati Uniti (bandiera) | Farley, Dick     | 193 cm  | 86 kg  | 13-04-1932   | Indiana                  |
| G/AP | 7 | Stati Uniti (bandiera) | Gabor, Bill      | 180 cm  | 77 kg  | 13-05-1922   | Syracuse                 |
| G/AP | 15 | Stati Uniti (bandiera) | Kenville, Billy  | 188 cm  | 85 kg  | 01-12-1930   | St. Bonaventure          |
| A/C | 10 | Stati Uniti (bandiera) | Kerr, Red        | 206 cm  | 104 kg | 17-07-1932   | Illinois                 |
| G | 3 | Stati Uniti (bandiera) | King, George     | 183 cm  | 88 kg  | 16-08-1928   | University of Charleston |
| A/C | 11 | Stati Uniti (bandiera) | Lloyd, Earl      | 196 cm  | 91 kg  | 03-04-1928   | West Virginia State      |
| A/C | | Stati Uniti (bandiera) | Moore, Jackie    | 196 cm  | 82 kg  | 24-09-1932   | La Salle                 |
| A/C | 8 | Stati Uniti (bandiera) | Osterkorn, Wally | 196 cm  | 98 kg  | 06-07-1928   | Illinois                 |
| A/C | 16 | Stati Uniti (bandiera) | Rocha, Red       | 206 cm  | 84 kg  | 18-09-1923   | Oregon State             |
| A/C | 4 | Stati Uniti (bandiera) | Schayes, Dolph   | 201 cm  | 88 kg  | 19-05-1928   | New York                 |
| G/AP | 5 | Stati Uniti (bandiera) | Seymour, Paul    | 185 cm  | 82 kg  | 30-01-1928   | Toledo                   |
| A/C | 6 | Stati Uniti (bandiera) | Simmons, Connie  | 203 cm  | 101 kg | 15-03-1925   | Flushing High School     |
| A | 14 | Stati Uniti (bandiera) | Tucker, Jim      | 201 cm  | 84 kg  | 11-12-1932   | Duquesne                 |